# Lorrane Oliveira
Lorrane dos Santos Oliveira (Rio de Janeiro, 13 de abril de 1998) é uma ginasta brasileira que compete em provas de ginástica artística.
Em 2024, Lorrane participou dos Jogos Olímpicos de Verão de 2024 onde venceu a primeira medalha olímpica por equipes da seleção feminina de ginástica, assegurando a medalha de bronze.

## Carreira
Em 2015, Lorrane conquistou a medalha de bronze nos Jogos Pan-Americanos de 2015 em Toronto na categoria por equipes.
Apesar de ter nascido no Rio de Janeiro, Lorrane representa desde 2013 o estado do Paraná, sendo bolsista do programa Talento Olímpico.

### 2014-15
Lorrane se tornou elegível para competições sênior em 2014. Ela ganhou a medalha de ouro com a equipe brasileira nos Jogos Sul-Americanos de 2014. Ela passou por uma cirurgia em ambos os ombros em 2014. Como resultado, ela perdeu o resto da temporada de competição.
Lorrane voltou a competir em 2015. Na Copa do Mundo de Ljubljana de 2015, ela ganhou uma medalha de prata na trave de equilíbrio atrás da canadense Isabela Onyshko. Ela então ficou em oitavo lugar no exercício de solo na Copa do Mundo de São Paulo. Nos Jogos Pan-Americanos de 2015, Oliveira caiu no exercício de solo, mas ainda contribuiu para a vitória da medalha de bronze do Brasil. Ela então competiu em um encontro amistoso onde a equipe brasileira derrotou a Alemanha e a Suíça. Então, no Campeonato Mundial de 2015, ela e a equipe brasileira ficaram em nono lugar na rodada de qualificação, cerca de meio ponto longe da final da equipe e uma vaga olímpica direta. O Brasil se classificou para o Evento Teste Olímpico de 2016. Individualmente, Oliveira se classificou para a final geral e terminou em 18. Após o Campeonato Mundial, Oliveira ganhou o título geral no Campeonato Brasileiro.

### 2016-17
Lorrane começou a temporada olímpica no Houston National Invitational e ganhou a medalha de ouro geral. Ela então competiu na American Cup de 2016 e terminou em último lugar entre os nove competidores devido a quedas nas barras assimétricas, trave de equilíbrio e exercício de solo.  Ela foi selecionada para competir no Evento de Teste Olímpico ao lado de Rebeca Andrade, Jade Barbosa, Daniele Hypólito, Carolyne Pedro e Flávia Saraiva para a última mudança para ganhar uma vaga de equipe para os Jogos Olímpicos. A equipe brasileira ganhou a medalha de ouro no evento por equipes e classificou uma equipe completa para as Olimpíadas de Verão de 2016.
Lorrane ficou em quarto lugar na final das barras assimétricas na Copa do Mundo de São Paulo de 2016. Ela então terminou em quinto nas barras assimétricas na Copa do Mundo de Anadia.  Após a Copa do Mundo de Anadia, ela foi nomeada para representar o Brasil nas Olimpíadas de 2016 ao lado de Rebeca, Jade, Daniele e Flávia. Sua competição final em preparação para as Olimpíadas foi um encontro amistoso na Holanda, onde terminou em sétimo no geral. Nas Olimpíadas de Verão de 2016, ela competiu no salto e nas barras assimétricas durante a rodada de qualificação e ajudou o Brasil a se classificar para as finais por equipes em quinto lugar.  Ela competiu nos mesmos dois aparelhos durante as finais por equipes, onde o Brasil terminou em oitavo.
Após os Jogos Olímpicos, ela parou de treinar devido a uma lesão no pé e passou por uma cirurgia em dezembro de 2016. Ela voltou a treinar em abril de 2017. Em outubro de 2017, ela ganhou a medalha de ouro nas barras assimétricas no Campeonato Brasileiro de Aparelhos. Ela então ganhou medalhas de ouro com a equipe brasileira, no individual geral e nas barras assimétricas no Campeonato Sul-Americano de 2017.

### 2018-19
Oliveira competiu apenas nas barras assimétricas no Campeonato Brasileiro de 2018 e ganhou a medalha de ouro.  Ela então ganhou uma medalha de prata com a equipe brasileira no Campeonato Pan-Americano de 2018. [  Ela foi então selecionada para competir no Campeonato Mundial de 2018 ao lado de Rebeca Andrade , Jade Barbosa , Thaís Fidélis e Flávia Saraiva . Ela competiu nas barras assimétricas, trave de equilíbrio e solo durante a fase de qualificação e ajudou a equipe a se classificar para a final por equipes em quinto lugar.  Ela não foi selecionada para competir em nenhum aparelho durante a final por equipes, e a equipe brasileira ficou em sétimo lugar. 
Oliveira terminou em quarto lugar no individual geral no Campeonato Brasileiro de 2019 e, nas finais do evento, ganhou ouro nas barras assimétricas e prata na trave de equilíbrio.  Ela ganhou uma medalha de bronze com a equipe brasileira nos Jogos Pan-Americanos de 2019.  Ela então competiu no Campeonato Mundial de 2019 , onde a equipe brasileira ficou apenas em 14º lugar devido a várias lesões e não se classificou como equipe para os Jogos Olímpicos de 2020.

### 2021-22
Oliveira ganhou uma medalha de ouro por equipe no Campeonato Pan-Americano de 2021 ao lado de Rebeca Andrade , Christal Bezerra , Ana Luiza Lima e Júlia Soares .  Individualmente, ela ficou em quarto lugar no geral, mas recebeu a medalha de bronze após a suspensão de Martina Dominici por uso de substância proibida.  Oliveira também ganhou uma medalha de ouro nas barras assimétricas.  Na Copa do Mundo de Doha de 2021 , Oliveira estreou uma nova habilidade, um duplo árabe com pique no chão, que recebeu seu nome no Código de Pontos . A habilidade adiciona uma meia torção extra ao passe de queda criado pela campeã mundial brasileira de exercícios de solo Daiane dos Santos .  Ela ganhou medalhas de bronze nas barras assimétricas e no solo.  Então, no Campeonato Brasileiro de 2021, ela ganhou uma medalha de prata no geral atrás de Rebeca Andrade , e ganhou uma medalha de ouro nas barras assimétricas. 
Oliveira competiu nas barras assimétricas durante a final por equipes do Campeonato Pan-Americano de 2022 , ajudando o Brasil a derrotar os Estados Unidos pela medalha de ouro por equipes.  Então, no Campeonato Brasileiro, ela ficou em quinto lugar no geral.  Ela então ficou em sétimo lugar nas barras assimétricas na Paris World Challenge Cup .  Em outubro, Oliveira foi nomeada para a equipe para competir no Campeonato Mundial de 2022 em Liverpool ao lado de Flávia Saraiva , Júlia Soares , Rebeca Andrade e Carolyne Pedro .  Na final por equipes, o Brasil terminou em quarto lugar, atrás dos Estados Unidos, Grã-Bretanha e Canadá

### 2023-24
Lorrane começou a temporada de 2023 no Troféu Brasil, ganhando ouro nas barras assimétricas e prata na trave de equilíbrio. Ela então ficou em quarto lugar nas barras assimétricas na Osijek World Challenge Cup. Ela ganhou a medalha de bronze no geral no Campeonato Brasileiro de 2023, atrás de Jade Barbosa e Júlia Soares. No Campeonato Mundial de 2023, Oliveira competiu nas barras assimétricas e ajudou a seleção brasileira a ganhar a medalha de prata atrás dos Estados Unidos. Foi a primeira vez que o Brasil ou qualquer país sul-americano ganhou uma medalha por equipe no Campeonato Mundial de Ginástica Artística. Além disso, a seleção brasileira garantiu uma vaga para os Jogos Olímpicos de 2024.
Oliveira ficou em sexto lugar nas barras assimétricas na Antalya World Challenge Cup de 2024. Depois, no Troféu Brasil, ela ficou em quarto lugar nas barras assimétricas e em quinto na trave de equilíbrio. Ela foi selecionada para representar o Brasil nas Olimpíadas de 2024 ao lado de Rebeca Andrade, Jade Barbosa, Flávia Saraiva e Júlia Soares.

## Principais conquistas
| Ano                       | Evento                           | AA                | Equipe            | Salto sobre o cavalo | Trave            | Barras assimétricas | Solo              |
| ------------------------- | -------------------------------- | ----------------- | ----------------- | -------------------- | ---------------- | ------------------- | ----------------- |
| 2014                      | Jogos Sul-Americanos             |                   | Medalha de ouro   |                      |                  |                     |                   |
| 2015                      |                                  |                   |                   |                      |                  |                     |                   |
| Jogos Pan-Americanos      |                                  | Medalha de bronze |                   |                      |                  |                     |                   |
| Copa do Mundo - Ljubljana |                                  |                   |                   | Medalha de prata     |                  |                     |                   |
| Copa do Mundo - São Paulo |                                  |                   |                   |                      |                  | 8°                  |                   |
| Campeonato Mundial        | 18°                              | 9°                |                   |                      |                  |                     |                   |
| 2016                      | Copa do Mundo - Newark           | 9°                |                   |                      |                  |                     |                   |
| 2016                      | Copa do Mundo - São Paulo        |                   |                   |                      |                  | 4°                  |                   |
| 2016                      | Copa do Mundo - Anadia           |                   |                   |                      |                  | 5°                  |                   |
| 2016                      | Evento Teste dos Jogos Olímpicos |                   | Medalha de ouro   |                      |                  |                     |                   |
| 2016                      | Jogos Olímpicos                  |                   | 8º                |                      |                  |                     |                   |
| 2017                      | Campeonato Sul-Americano         | Medalha de ouro   | Medalha de ouro   |                      |                  | Medalha de ouro     |                   |
| 2018                      | Campeonato Pan-Americano         |                   | Medalha de prata  |                      |                  |                     |                   |
| 2018                      | Campeonato Mundial               |                   | 7°                |                      |                  |                     |                   |
| 2019                      |                                  |                   |                   |                      |                  |                     |                   |
| Jogos Pan-Americanos      |                                  | Medalha de bronze |                   |                      |                  |                     |                   |
| Campeonato Brasileiro     |                                  |                   |                   | Medalha de prata     | Medalha de ouro  | 6°                  |                   |
| Campeonato Mundial        |                                  | 14°               |                   |                      |                  |                     |                   |
| 2021                      | Campeonato Pan-Americano         | Medalha de bronze | Medalha de ouro   |                      |                  | Medalha de ouro     |                   |
| 2021                      | Copa do Mundo - Doha             |                   |                   |                      |                  | Medalha de bronze   | Medalha de bronze |
| 2021                      | Campeonato Brasileiro            | Medalha de prata  | Medalha de ouro   |                      |                  | Medalha de ouro     |                   |
| 2022                      | Campeonato Pan-Americano         |                   | Medalha de ouro   |                      |                  |                     |                   |
| 2022                      | Copa do Mundo - Paris            |                   |                   |                      |                  | 7º                  |                   |
| 2022                      | Campeonato Mundial               |                   | 4º                |                      |                  |                     |                   |
| 2023                      | Troféu Brasil                    |                   |                   |                      | Medalha de prata | Medalha de ouro     |                   |
| 2023                      | Copa do Mundo - Osijek           |                   |                   |                      |                  | 4º                  |                   |
| 2024                      | Jogos Olímpicos                  |                   | Medalha de bronze |                      |                  |                     |                   |